# Claude Gagnière
Claude Gagnière (Alès, 20 de enero de 1928 - París, 12 de septiembre de 2003) fue un escritor francés.
Ha recibido a título póstumo el premio de los Bouquinistes para el conjunto de su obra en 2004.
- Todo sobre todo - Pequeño diccionario del insólito y de la sonrisa, 1986
- A la felicidad de las palabras, 1989
- De palabras y maravillas, 1994
- Entre guillemets: pequeño diccionario de citas, 1996
- Versiculets & texticules: epígramas, madrigales, cinco siglos de poesías fugitives, 1999
- La fable express: de Alphonse Iba a Boris Vian, 2002

- Datos: Q2977426